# Rhipidura superciliaris
Espèce
Statut de conservation UICN

 LC  : Préoccupation mineure
Rhipidura superciliaris est une espèce de passereaux de la famille des Rhipiduridae.

## Répartition
Cet oiseau est endémique du sud des Philippines.

## Habitat
Il habite les forêts humides tropicales et subtropicales en plaine.

## Taxinomie
À la suite des travaux de Sánchez-González et al. (2011), Rhipidura samarensis (Steere, 1890), anciennement une de ses sous-espèces, est séparée et est élevée au statut d'espèce à part entière. Cette dernière espèce a aussi un plumage bleu.
Quand Rhipidura samarensis était considérée comme une sous-espèce de Rhipidura superciliaris, l'espèce s’appelait Rhipidure bleu.